# Абей де Перрен, Эльзеар Эмманюэль Арен
Эльзеар Эмманюэль Арен Абей де Перрен (фр. Elzéar Emmanuel Arène Abeille de Perrin; 3 января 1843, Марсель — 9 октября 1910, там же) — французский энтомолог.

## Биография
Родился в семье богатого марсельского торговца, увлечённого садоводством и ботаникой. Изучал право. Работал юристом в адвокатской палате Марселе.
С 1864 года в течение двадцати лет являлся членом энтомологического общества Франции. Один из 43 членов-основателей в 1909 году и первый председатель Линнеевского общества Прованса.
В основном интересовался насекомыми троглобионтами. Активно занимался изучением рода Dryophilus.
Ныне его коллекция двукрылых, жесткокрылых, перепончатокрылых и прямокрылых хранятся в Национальном музее естественной истории в Париже .

## Избранные труды
- Monographie des malachites. 1869.
- Études sur les coléoptères cavernicoles, suivies de la description de 27 coléoptères nouveaux français. 1872.
- Notes sur les leptodirites. 1878.
- Synopsis critique et synonymique des chrysides de France. 1878.